# SH-06C
docomo PRO series SH-06C（ドコモ プロ シリーズ エスエイチ ゼロ ろく シー）は、シャープが開発した、NTTドコモの第三世代携帯電話（FOMA）端末、docomo PRO seriesの一つである。

## 概要
本端末はセパレートケータイであるF-04Bのように別売りのモジュールを搭載した端末を除き、日本で初めて端末内に小型プロジェクターを搭載した携帯電話となる。試作モデルは2008年9月に開催されたCEATEC JAPAN2008 において参考出展された。
プロジェクター機能を使うことにより、ワンセグや、撮影した写真・動画などを、nHD（640×360ドット）の解像度で映し出すことができる。プロジェクターは本体上部に搭載されており、そこから壁やスクリーンなどに映像を投影できる。
ディスプレーに表示されるものは、ほとんど表示が可能となっており、ワンセグや写真以外でも、Blu-rayレコーダーから転送した映像、メール画面、ブラウザ画面、メニュー画面なども投影可能となる。
また、ドキュメントビューアーやPDFビューアーを搭載しているため、WordやPowerPointなども表示でき、プレゼンテーションなどにも利用することも可能となる。
プロジェクタ使用時の電池の持ちは最大で100分 - 120分程度となる。
形状は兄弟機種であるdocomo PRO series SH-05Cとほぼ同じで、静電式のフルタッチパネルを備えた3.7インチの大型液晶ディスプレーを搭載し、10キーなどはなく、端末の操作はスマートフォンのように、タッチパネルでの操作がメインとなる。文字の入力も、QWERTYキーや10キーのソフトキーボードを使って入力する。10キー入力ではフリック入力にも対応する。ハードキーは電話の発着信のボタンと上下操作をする二つのボタンとなる。
カメラはSH-05Cほど高機能ではないが、被写体認識機能やペットにフォーカスをあわせることも可能となったペットフォーカス機能や、ゴルフスイングビデオカメラ機能により同時再生してフォームを比較することができたり、撮影した動画をスローモーション再生も可能となっている。
docomo PRO seriesは2011年夏モデルが発売されず、同年10月18日の秋冬モデル発表の際にシリーズの廃止が正式発表されたため、本機種が同シリーズの最終機種となった。

### その他機能
Bluetooth、おサイフケータイ、ワンセグ、GPSなどにも対応している他、AQUOSファミリンク機能を搭載している。
国際ローミング（WORLD WING）は3Gローミングしか対応していないが、850M帯の3Gローミングにも対応している。
音響面では仮想5.1chに対応したドルビーモバイルを搭載している。そのため、プロジェクターで大画面ワンセグや、動画を再生させ、あわせて立体的な音響を楽しむこともできる。
| 主な対応サービス                   | 主な対応サービス                                                    | 主な対応サービス                       | 主な対応サービス                                 |
| ---------------------------------- | ------------------------------------------------------------------- | -------------------------------------- | ------------------------------------------------ |
| タッチパネル                       | FOMAハイスピード7.2Mbps(受信)／5.7Mbps(送信)                        | Bluetooth                              | DCMX／おサイフケータイ                           |
| iアプリオンライン／地図アプリ      | 直感ゲーム／メガiアプリ                                             | iウィジェット                          | マチキャラ／iコンシェル                          |
| ホームU／ポケットU                 | GPS／オートGPS／ケータイお探し                                      | デコメール／デコメ絵文字／デコメアニメ | iチャネル                                        |
| 着もじ                             | テレビ電話／キャラ電                                                | ケータイデータお預かりサービス         | フルブラウザ                                     |
| おまかせロック／バイオ認証         | 外部メモリーへiモードコンテンツ移行／ユーザーデータ一括バックアップ | トルカ                                 | iC通信／iCお引越しサービス                       |
| きせかえツール／ダイレクトメニュー | バーコードリーダ／名刺リーダ                                        | 2in1                                   | エリアメール／ソフトウェアーアップデート自動更新 |
| GSM／3Gローミング（WORLD WING）    | 着うたフル／うた・ホーダイ                                          | Music&Videoチャネル／ビデオクリップ    | デジタルオーディオプレーヤー(AAC)(WMA)           |

## アプリケーション
| アプリ名                       | 概要 |
| ------------------------------ | --- |
| E★エブリスタアプリ             | ケータイ総合雑誌「E★エブリスタプレミアム」掲載作品の更新情報をリアルタイムで確認できるアプリ                                                          |
| ブックビューア コミック体験!   | セルシス、ボイジャーが提供しているケータイコミックを体験できるアプリ                                                                                  |
| コミック/小説ビューア          | コミックや小説を読むことができるアプリ |
| SH-MODE INFO                   | iウィジェットにてiMenu内のサイト［SH-MODE］の更新情報を確認したり、サイト内の各コンテンツへ直接接続することができるアプリ                             |
| お天気予報SH                   | iウィジェットにて今日・明日の天気や雨レーダーなどを見ることのできるアプリ                                                                             |
| iアバターメーカー              | iアバターを作成するアプリ |
| iCタグリーダー                 | 対応のポスター・カード・シールなどにおサイフケータイでかざして情報を読み取るためのアプリ                                                              |
| モバイルGoogleマップ           | Googleマップのアプリ。GPSを使った道案内、経路検索、衛星写真、ストリートビューなどを利用できる                                                         |
| Gガイド番組表リモコン          | テレビ番組表とAVリモコン機能が1つになったアプリ |
| iD設定アプリ                   | おさいふケータイクレジット決済サービスiDの設定アプリ                                                                                                  |
| DCMXクレジットアプリ           | NTTドコモが提供するおさいふケータイクレジットDCMXの設定アプリ                                                                                         |
| モバイルSuica登録用iアプリ     | モバイルSuica契約用のiアプリ |
| ヘルスチェッカー               | 歩数、活動量、脈拍数、血圧、体組成のデータを管理するアプリ                                                                                            |
| ドコモWebメール                | パソコン・FOMA端末のどちらからでも利用できるメールサービス「ドコモWebメール」のアプリ                                                                 |
| 地図アプリ                     | GPS機能を利用して、目的地を検索したり、乗り換え案内を駆使した、交通手段によるルートを表示が可能                                                       |
| ROID ウィジェット2             | モバイルサイト「ROID」の更新情報などを通知してくれるウィジェット                                                                                      |
| Start! iウィジェット           | iウィジェットの使い方をムービーで見ることができるiアプリ                                                                                              |
| iWウォッチ                     | iウィジェット画面でグラフィカルに時計や電池残量を確認することができるアプリ                                                                           |
| 楽オク☆アプリ                  | 楽天オークション用のアプリ |
| iアプリバンキング              | モバイルバンキングを簡単に利用するためのアプリ |
| マクドナルド トクするアプリ    | 日本マクドナルドのかざすクーポンなどを利用するためのアプリ                                                                                            |
| 株価アプリ                     | iウィジェットを利用して株価情報を表示するアプリ |
| 花粉アプリ                     | スギ・ヒノキの分布や量を確認できるアプリ |
| お天気アプリ                   | 簡単操作で詳細な気象情報が確認できるアプリ |
| i Bodymoアプリ                 | 健康サービス「i Bodymo（iボディモ）」のアプリ |
| FOMA通信環境確認アプリ         | FOMAハイスピードエリアを利用できるかを確認することができるiアプリ                                                                                     |
| いっしょにデコ                 | お互いのFOMA端末をかざして撮影した静止画にスタンプを貼ったりデコレーションができるiアプリタッチ対応アプリ                                             |
| ドコモ料金案内                 | 通話料やパケット通信料等の簡易的な履歴を一覧やグラフで確認できるアプリ                                                                                |
| 電子マネー「nanaco」           | セブン&アイグループの電子マネー「nanaco」のモバイル版                                                                                                 |
| かざす請求書                   | 毎月のドコモ利用料金の情報をおサイフケータイに取得し、請求書が無くてもコンビニエンスストアで決済できるアプリ（本サービスはセブン-イレブンのみ対応。） |
| ビックポイント機能付ケータイ   | おサイフケータイをビックカメラの「ビックポイントカード」として利用できるアプリ                                                                        |
| ヨドバシゴールドポイントカード | おサイフケータイをヨドバシカメラの「ヨドバシゴールドポイントカード」として利用できるアプリ                                                            |
| モバイルAMCアプリ              | おサイフケータイを使用して、ANAの各種サービスを利用できるアプリ                                                                                       |

ドコモマーケットから様々なアプリケーションをダウンロードし、利用することが可能となる。

## 沿革
- 2010年11月8日 - F-01C・F-02C・F-03C・F-04C・F-05C・F-06C・L-01C・L-02C・L-03C・Optimus chat L-04C・N-01C・N-02C・N-03C・P-01C・P-02C・P-03C・SH-01C・SH-02C・LYNX 3D SH-03C・SH-04C・SH-05C・SH-06C・ブックリーダー SH-07C・TOUCH WOOD SH-08C・REGZA Phone T-01C・HW-01C・BlackBerry Curve 9300・フォトパネル03の開発並びに一部機種の発売を発表。
- 2011年2月4日 - 発売開始[4]。